# Taklift 6 (schip, 1975)
Taklift 6 was een drijvende bok van de divisie Transport & Heavy Lift van het Nederlandse bedrijf Smit Internationale. Het schip stond geregistreerd in Singapore.
Het schip werd in 1975 te water gelaten bij de werf Howaldtswerke-Deutsche Werft A.G. in Kiel en kwam in 1987 in eigendom van Smit Internationale. Het schip was ongeveer 72,5 meter lang, 30,5 meter breed en had een minimale diepgang van 2,5 m en een hoogte van 40 m. De kraan kon in de hoogste positie 68 meter hoog worden. Het schip bood ruimte aan 30 personen.
De bok had een hefvermogen van 1.200 ton, terwijl een massa van 1.600 ton gehesen kon worden tot op de waterlijn met behulp van de op het dek aanwezige lieren.
In 2017 is de bok gesloopt in Aliaga, Turkije.